# Klankwet
Een klankwet is een begrip in de historische taalkunde, dat strikt genomen twee verschillende, zij het nauw verwante betekenissen heeft.
In zijn eerste en eigenlijke betekenis is een klankwet een stelling die zegt dat een bepaalde klankontwikkeling regelmatig is. Een voorbeeld: "Een Middelnederlandse doffe e aan het woordeinde valt weg in het Nieuwnederlands" (als in Middelnederlands bedde > Nieuwnederlands bed).
Preciezer geformuleerd: een klankwet zegt dat
1. in een bepaalde taal (in het voorbeeld: het Nederlands)
2. in een bepaalde periode (in het voorbeeld: bij de overgang van het Middel- naar het Nieuwnederlands)
3. onder bepaalde condities (in het voorbeeld: aan het woordeinde; maar dat hoeft niet, want ook ongeconditioneerde klankwetten komen voor)
4. een klank (of een groep van klanken) altijd op dezelfde manier verandert (in het voorbeeld: de doffe e verdwijnt).

Het belang van de vier genoemde punten voor een goed begrip van wat een klankwet is, zal in dit artikel verduidelijkt worden.
In zijn tweede, daarvan afgeleide betekenis is een klankwet de regelmatige klankontwikkeling zelf die zo'n stelling in de historische taalkunde beschrijft.

## Geschiedenis van het begrip
Het idee dat klankveranderingen regelmaat vertonen, is veel ouder dan de term klankwet, de gebruikelijke Nederlandse leenvertaling van de Duitse term Lautgesetz, die Franz Bopp in 1824 lanceerde. Het werd voor het eerst duidelijk verwoord door de Italiaanse humanist en filoloog Angelo Claudio Tolomei (ca. 1492–1556) in zijn Il Cesano: Dialogo … della Lingua Toscana, pp. 66–67. Over Toscaanse woorden als plora, splende en plebe zegt Tolomei dat dat geen normale woorden zijn, maar ontleningen door "schrijvers of een of andere schöngeist" uit het Latijn, want als ze overgenomen waren van "het midden van de markten van Toscane" [dat wil zeggen als ze normaal, klankwettig ontwikkeld Toscaans waren] hadden ze piora, spiende en pieve geluid.
Het idee van de regelmaat van klankveranderingen werd op grote schaal gebruikt vanaf het einde van de 18e en het begin van de 19e eeuw, en het zou leiden tot de ontdekking van een groot aantal regelmatige klankontwikkelingen, onder andere die beschreven in de wet van Grimm. Maar de pioniers van de historische taalkunde beschouwden een regelmaat die zij ontdekten, als een tendens. Zo zei bv. Jacob Grimm: "De klankverschuiving vindt plaats in de meeste gevallen, maar in een individueel geval klopt zij nooit precies." M.a.w. zij lieten onverklaarde uitzonderingen toe.
Dit was onbevredigend, zeker in de 19e eeuw, toen de natuurwetenschappen met haar keiharde wetten het wetenschappelijk model waren. August Leskien stelde het scherp: "Laat men willekeurige, toevallige afwijkingen toe die op geen enkele manier met elkaar in verband gebracht kunnen worden, dan zegt men daarmee eigenlijk dat … taal niet toegankelijk is voor wetenschappelijke kennis."
De oplossing – of althans: wat de oplossing had moeten zijn – werd aangereikt in 1875 door Verner, die stelde: "Er moet een regel voor de onregelmatigheid zijn; het komt er alleen op aan die te achterhalen" en tegelijkertijd de daad bij het woord voegde, door een reeks uitzonderingen op de wet van Grimm te beregelen. Van het artikel waarin hij verslag deed van zijn ontdekking – thans bekend als de wet van Verner – is gezegd dat het "misschien wel de meest invloedrijke publicatie in de taalkunde ooit" is.
Het bleek echter dat er veel meer uitzonderingen waren dan men verwacht had, met name toen men aan grootschalig dialectonderzoek ging doen. Dialecten bleken een onontwarbaar kluwen van klankwettige en niet-klankwettige vormen. Het motto van de neogrammatici "klankwetten kennen geen uitzonderingen" ging in de praktijk wel erg hol klinken. Bovendien bleken veel van die uitzonderingen absoluut niet te verklaren. Dit leidde bij sommige taalkundigen tot compleet scepticisme; zo publiceerde de Zwitsers-Franse dialectoloog Jules Gilliéron in 1919 een boek onder de titel La faillite de l'étymologie phonétique, waarin hij klankwetten als basis voor etymologie afzwoer.
Maar dat verregaande standpunt is in elk geval praktisch onhoudbaar: klankwetten geven goede verklaringen van heel veel taalveranderingen. In de praktijk erkennen alle historisch taalkundigen dat klankwetten de ruggengraat vormen van het historisch taalkundig onderzoek. In welke mate de absolute regelmaat van klankwetten ook theoretisch verantwoord kan worden, zal blijken uit wat volgt.

## Klankwetten zonder uitzonderingen
De geschiedenis (eigenlijk de voorgeschiedenis) van het Nederlands bevat een voorbeeld van een klankwet zonder uitzonderingen. In het Oergermaans bestonden er woorden die op stemhebbende medeklinkers eindigden. Nog voor het oudste Nederlands in geschreven bronnen verschijnt, dus ergens tussen het Oergermaans en het Oudnederlands, trad auslautverhärtung op. Het gevolg was dat geen enkel woord nog op b, d, v, z of g eindigde. En dat is nog steeds zo in het Nederlands: als die klanken aan het woordeinde terechtkomen, worden zij resp. p, t, f, s en ch. Een klankwet die meer dan 1000 jaar geleden optrad, had en heeft nog steeds geen enkele uitzondering.

## Uitzonderingen op klankwetten

### Klankwettige uitzonderingen
Het beroemdste voorbeeld hiervan is de reeds genoemde wet van Verner, die onder andere verklaarde waarom de Proto-Indo-Europese t in *pətēr 'vader' en *bhrātēr 'broeder', die in het Duits klankwettig d had moeten geven (als in Bruder), dat niet deed in Vater. Dit was een uitzondering op de wet van Grimm, maar de wet van Verner beregelde haar: het was dus een klankwettige uitzondering. De wet van Grimm was niet accuraat genoeg geformuleerd om de evolutie van klanken die hij probeerde te beschrijven, geheel correct te beschrijven.
Een andere klankwettige uitzondering is Rückumlaut.

### Uitzonderingen doormorfologische nivellering
Klankwetten kunnen ertoe leiden dat er onregelmatigheden ontstaan in de flexie van naamwoorden en werkwoorden. Als het werkwoord vriezen zich klankwettig ontwikkeld had, zouden de stamtijden nu zijn: vriezen, vroos (enkelvoud), vroren (meervoud), gevroren. Morfologische nivellering heeft in Standaardnederlands de niet-klankwettige verleden-tijdsvorm vroor opgeleverd. Diezelfde morfologische nivellering is verdergegaan in het Duits, dat nu r heeft in alle vormen: frieren, fror, froren, gefroren. In sommige Nederlandse dialecten is morfologische nivellering de andere richting opgegaan: die hebben nu vriezen, vroos, vrozen, gevrozen.
Of en hoever en in welke richting morfologische nivellering zal optreden, is niet te voorspellen: ze is niet beregelbaar, zoals uit het voorbeeld blijkt. Er zijn echter wel tendensen aan te wijzen. In het Duits is de tendens bijvoorbeeld dat de medeklinker uit de verleden tijd in het hele werkwoord wordt doorgevoerd, terwijl dit in het Nederlands minder is. Het Engels heeft meer de tendens om de medeklinker uit de tegenwoordige tijd te generaliseren, zoals in froze.

### Uitzonderingen doorontlening
Alle talen komen in contact met andere talen, en dus is ontlening onvermijdelijk. Het resultaat kan een vorm zijn die een klankwet lijkt te schenden. Een Nederlands voorbeeld: een Proto-Indo-Europese k aan het woordbegin ontwikkelt zich in het Nederlands klankwettig tot h. (Vergelijk Latijn cord-, Nederlands hart). Maar aan Latijn camera beantwoordt Nederlands kamer. Het Nederlands heeft het woord aan het Latijn ontleend.
Talen met vele sprekers hebben dialecten, wat tot ontleningen leidt van het ene dialect naar het andere. De Nederlandse standaardtaal kent, naast het woord mond (dat zich klankwettig ontwikkeld heeft), ook het woord mui, dat ontleend is uit de kustdialecten, in de vorm muude, een klankwettige ontwikkeling binnen die Ingveoonse dialecten
Er zijn ook af en toe bewuste ontleningen, zoals de Toscaanse woorden beginnend met pl- waar Tolomei (zie §1) het over had.

### Uitzonderingen door afgeremdelexicale diffusie
Er zijn klankveranderingen die zich geleidelijk door het lexicon verspreiden: dat zijn gevallen van lexicale diffusie. Als lexicale diffusie zich doorzet, dat wil zeggen als alle woorden van een taal door een dergelijke klankverandering getroffen worden, is het eindpunt een klankwet. Maar het is ook denkbaar dat ze afgeremd en uiteindelijk gestopt wordt. Dat lijkt gebeurd te zijn met de Hoogduitse klankverschuiving. De Hoogduitse klankverschuiving is een reeks klankveranderingen die begonnen is in het Opperduits, waar ze zich volledig heeft doorgezet. Naarmate ze opschoof naar het noorden, werd ze zwakker, en in het Nederduits is ze niet geraakt. Maar het Middelduits is een gemengd gebied: sommige klankveranderingen hebben zich in sommige dialecten wel, en in andere niet doorgezet. En sterker: in de Rijnlandse waaier zijn er vele gevallen waar in een en hetzelfde dialect sommige woorden wel en andere niet door dezelfde klankverandering getroffen werden.

### Uitzonderingen door homoniemenvrees
De primaire functie van taal is communicatie, en wanneer een klankwet als effect heeft dat de communicatie sterk gehinderd wordt, kan het gebeuren dat hij in bepaalde gevallen niet toegepast wordt. De klankwet die als voorbeeld in de openingsparagraaf van dit artikel werd opgevoerd, levert een voorbeeld. De regelmatige verleden tijd van de zwakke werkwoorden eindigde in het Middelnederlands op de of te. Als de doffe e daarin weggevallen was, zou die vorm in de 2e en 3e persoon samengevallen zijn met die van de tegenwoordige tijd: ghi/hi maecte → ghi/hi maect en ghi/hi rovede → ghi/hi roved → met auslautverhärtung ghi/hi rovet. Dat is uiteraard niet gebeurd, en het Nieuwnederlands bewaart nog steeds deze doffe e. Hij is echter wel consequent weggevallen in onregelmatige werkwoorden, waar geen homoniemie optrad: ghi/hi dachte → ghi/hi dacht.

### Andere (deels controversiële) oorzaken van uitzonderingen
Het is opvallend dat frequent gebruikte woorden vaak kort zijn. Hoge frequentie op zichzelf is aangevoerd als mogelijke oorzaak van drastische, niet klankwettige reducties. Een mogelijk voorbeeld is de uitgang van de verleden tijd van de zwakke werkwoorden,  de of  te, als die inderdaad teruggaat op de verleden tijd van doen, Nieuwnederlands deed. Een onbetwist Nederlands voorbeeld is de dialectvorm gelle (voornaamwoord van de 2e persoon meervoud), etymologisch hetzelfde als gij lieden.
Als onomatopeeën klankwetten volgen, kunnen ze hun onomatopoëtisch karakter verliezen; ze onttrekken zich dus vaak aan de werking van klankwetten.
- Misschien doordat ze de klankwet inderdaad niet volgen: Middelnederlands pipen overleeft als de Nieuwnederlandse onomatopee piepen; het is ook klankwettig geëvolueerd tot Nieuwnederlands pijpen.
- Soms allicht ook omdat ze telkens opnieuw gevormd worden: het is onwaarschijnlijk dat Nederlands kukeleku, Engels cock-a-doodle-doo en Duits kikeriki op hetzelfde Oergermaanse woord teruggaan.

Ook taboewoorden kunnen zich klankwettig gezien uitzonderlijk gedragen. In een artikel met de veelzeggende titel "Waarom is Piel geen Pijl geworden?" heeft Camiel Hamans dit overtuigend aangetoond: Middelnederlands pile heeft zich klankwettig ontwikkeld tot pijl, maar ook tot het taboewoord piel 'penis'.
Expressief taalgebruik kan eveneens klankwettig uitzonderlijke ontwikkelingen met zich meebrengen, zoals de expressieve tussenwerpsels tjonge en sjonge, beide van dezelfde oorsprong als het klankwettige jongen.

## Klankwetten zijn geen natuurwetten
Het concept klankwet was geïnspireerd door dat van de natuurwetten, maar natuurwetten zijn universeel, terwijl klankwetten beperkt zijn in ruimte en tijd. Klankwetten zijn pogingen klankveranderingen, dat wil zeggen historische gebeurtenissen, vast te stellen. Ze beschrijven dus taalgeschiedenis, geen fysica.
Een nefast gevolg van deze inspiratie is wel geweest dat sommigen een puur fysische opvatting hadden van klankwetten, en stelden dat klankwetten ofwel ongeconditioneerd waren, ofwel geconditioneerd door puur fysische, dat wil zeggen fonetische omstandigheden. Dit wordt in elk geval tegengesproken door de praktijk, waarin men het woordeinde, dat geen fonetisch begrip is, altijd als conditionerende factor heeft erkend. Klankwetten zoals het voorbeeld in de openingsparagraaf van dit artikel zijn altijd non-controversieel geweest.
Men heeft nog geprobeerd de band met de natuurwetten te redden door te beweren dat, hoewel individuele klankveranderingen manifest geen natuurwetten zijn, het feit dat alle talen zich volgens regelmatige klankwetten ontwikkelen, wel iets als een natuurwet is. Maar ook dat is manifest onjuist. Er zijn klankveranderingen die niet wetmatig verlopen, maar slechts enkele woorden treffen, en waarvan het al dan niet optreden geheel onvoorspelbaar is. De metathese die het Nederlandse en Engelse rangtelwoord derde/third – afgeleid van de stam van drie/three – getroffen heeft, is een goed voorbeeld. In het Duits dritte en in het Zweeds tredje heeft deze metathese niet plaatsgevonden. Andere voorbeelden van occasionele klankveranderingen worden geleverd door sommige dissimilaties. Er zijn dialecten, maar duidelijk niet het Standaardnederlands, waarin de r…r in schorseneren tot r…l gedissimileerd is: schorsenelen.

## Klankwetten alsheuristischmiddel
De controverse over de mate waarin het concept klankwet met uitzonderingen verzoenbaar is, zal wellicht nooit ophouden.
Dat klankwetten in elk geval werken als heuristisch middel, is echter niet controversieel.
Dat is ook prima te verantwoorden. Er bestaan klankwetten zonder uitzonderingen, en er bestaan klankveranderingen die zo regelmatig zijn, dat het alleszins redelijk is er een klankwet achter te vermoeden, ook al lijkt het alsof we op uitzonderingen stoten. Maar uit de ons bekende geschiedenis weten we dat er uitzonderingen zijn die verklaard kunnen worden door factoren die de werking van klankwetten verstoren of de werking ervan later weer ongedaan maken (cf. 3.3–3.6, en het einde van 4). Bij het historisch taalkundig onderzoek zullen we dikwijls over slechts gebrekkige en onvolledige historische informatie beschikken: het bronnenmateriaal van oude talen is vaak beperkt, en in het geval van gereconstrueerde talen in zekere zin onbestaande. We moeten dus erkennen dat vele uitzonderingen onverklaard zullen blijven.
Maar de historische taalwetenschap kan daarin niet berusten. Verners bewering "Er moet een regel voor de onregelmatigheid zijn" was weliswaar te restrictief en is te lezen als "Er moet een reden voor de onregelmatigheid zijn". Maar met die nuance blijft zijn oproep "Het komt er alleen op aan die te achterhalen" onverminderd geldig.